# Élections législatives de 2017 dans le Var
Les élections législatives françaises de 2017 se déroulent les 11 et 18 juin 2017. Dans le département du Var, huit députés sont à élire dans le cadre de huit circonscriptions.

## Élus
| Circonscription                                 | Député sortant          | Parti | Parti | Député élu ou réélu        | Parti | Parti |
| ----------------------------------------------- | ----------------------- | ----- | ----- | -------------------------- | ----- | ----- |
| 1re                                             | Geneviève Levy          |       | LR    | Geneviève Levy             |       | LR    |
| 2e                                              | Philippe Vitel          |       | LR    | Cécile Muschotti           |       | LREM  |
| 3e                                              | Jean-Pierre Giran*      |       | LR    | Jean-Louis Masson          |       | LR    |
| 4e                                              | Jean-Michel Couve*      |       | LR    | Sereine Mauborgne          |       | LREM  |
| 5e                                              | Georges Ginesta*        |       | LR    | Philippe Michel-Kleisbauer |       | MoDem |
| 6e                                              | Josette Pons*           |       | LR    | Valérie Gomez-Bassac       |       | LREM  |
| 7e                                              | Jean-Sébastien Vialatte |       | LR    | Émilie Guerel              |       | LREM  |
| 8e                                              | Olivier Audibert-Troin  |       | LR    | Fabien Matras              |       | LREM  |
| * député sortant ne se représentant pas en 2017 |                         |       |       |                            |       |       |

## Rappel des résultats départementaux des élections de 2012
| Parti          | Parti                                      | Premier tour | Premier tour | Second tour | Second tour | Sièges |
| Parti          | Parti                                      | Voix         | %            | Voix        | %           | Sièges |
| -------------- | ------------------------------------------ | ------------ | ------------ | ----------- | ----------- | ------ |
|                | Union pour un mouvement populaire          | 154 250      | 35,83        | 193 771     | 49,41       | 8      |
|                | Divers droite dont DLR, PCD                | 16 493       | 3,83         |             |             | 0      |
|                | Nouveau centre                             | 1 460        | 0,34         | 0           |             |        |
|                | Alliance centriste                         | 1 443        | 0,34         | 0           |             |        |
|                | Parti radical                              | 568          | 0,13         | 0           |             |        |
|                | Droite parlementaire                       | 174 214      | 40,47        | 193 771     | 49,41       | 8      |
|                |                                            |              |              |             |             |        |
|                | Parti socialiste                           | 53 076       | 12,33        | 54 274      | 13,84       | 0      |
|                | Europe Écologie Les Verts                  | 25 240       | 5,86         |             |             | 0      |
|                | Divers gauche dont MRC                     | 20 016       | 4,65         | 19 976      | 5,09        | 0      |
|                | Parti radical de gauche                    | 16 154       | 3,75         | 19 588      | 4,99        | 0      |
|                | Majorité présidentielle                    | 114 486      | 26,59        | 93 838      | 23,93       | 0      |
|                |                                            |              |              |             |             |        |
|                | Front national                             | 102 577      | 23,83        | 104 587     | 26,67       | 0      |
|                | Front de gauche                            | 19 715       | 4,58         |             |             | 0      |
|                | Divers écologiste dont LT-LNÉ, MHAN et AÉI | 8 429        | 1,96         | 0           |             |        |
|                | Mouvement démocrate                        | 4 878        | 1,13         | 0           |             |        |
|                | Extrême gauche dont LO, NPA et POI         | 2 488        | 0,58         | 0           |             |        |
|                | Divers                                     | 2 747        | 0,64         | 0           |             |        |
|                | Extrême droite                             | 615          | 0,14         | 0           |             |        |
|                | Régionaliste                               | 348          | 0,08         | 0           |             |        |
|                |                                            |              |              |             |             |        |
| Inscrits       | Inscrits                                   | 758 150      | 100,00       | 758 380     | 100,00      | 7      |
| Abstentions    | Abstentions                                | 322 454      | 42,53        | 344 418     | 45,41       |        |
| Votants        | Votants                                    | 435 696      | 57,47        | 413 962     | 54,59       |        |
| Blancs et nuls | Blancs et nuls                             | 5 199        | 1,19         | 21 766      | 5,26        |        |
| Exprimés       | Exprimés                                   | 430 497      | 98,81        | 392 196     | 94,74       |        |

## Résultats de l'élection présidentielle de 2017 par circonscription
| Circonscription | 1er tour | 1er tour | 1er tour | 1er tour  |         | 2d tour | 2d tour |
| Circonscription | Macron   | Le Pen   | Fillon   | Mélenchon | Macron  | Le Pen  |         |
| --------------- | -------- | -------- | -------- | --------- | ------- | ------- | ------- |
| Circonscription |          |          |          |           |         |         |         |
| 1re             | 19,58 %  | 25,45 %  | 26,05 %  | 16,84 %   | 57,28 % | 42,72 % |         |
| 2e              | 18,39 %  | 31,31 %  | 20,68 %  | 17,26 %   | 51,12 % | 48,88 % |         |
| 3e              | 19,03 %  | 27,74 %  | 26,45 %  | 14,99 %   | 53,28 % | 46,72 % |         |
| 4e              | 15,74 %  | 31,33 %  | 29,17 %  | 13,01 %   | 48,32 % | 51,68 % |         |
| 5e              | 17,02 %  | 30,93 %  | 29,82 %  | 11,89 %   | 50,18 % | 49,82 % |         |
| 6e              | 17,36 %  | 33,27 %  | 20,64 %  | 16,56 %   | 48,02 % | 51,98 % |         |
| 7e              | 18,48 %  | 28,54 %  | 25,76 %  | 16,29 %   | 53,01 % | 46,99 % |         |
| 8e              | 17,04 %  | 32,79 %  | 21,21 %  | 16,54 %   | 48,43 % | 51,57 % |         |

## Résultats

### Analyse
Alors que Les Républicains (ex-UMP) détenaient l'intégralité des circonscriptions du département depuis 2002, les élections législatives de 2017 mettent fin à cette hégémonie, avec l'élection de six députés sur huit issus de la République en Marche et du Modem. Seuls Geneviève Levy et Jean-Louis Masson parviennent à conserver leur siège.

### Résultats à l'échelle du département
|                                         |                           |                           |                           |                          |                          |
|                                         |                           | Premier tour 11 juin 2017 | Premier tour 11 juin 2017 | Second tour 18 juin 2017 | Second tour 18 juin 2017 |
|                                         |                           |                           |                           |                          |                          |
|                                         |                           | Nombre                    | % des inscrits            | Nombre                   | % des inscrits           |
| Inscrits                                | Inscrits                  | 794 851                   | 100,00                    | 794 792                  | 100,00                   |
| Abstentions                             | Abstentions               | 427 415                   | 53,77                     | 470 791                  | 59,23                    |
| Votants                                 | Votants                   | 367 436                   | 46,23                     | 324 001                  | 40,77                    |
|                                         |                           |                           | % des votants             |                          | % des votants            |
| Bulletins blancs                        | Bulletins blancs          | 4 999                     | 1,36                      | 20 601                   | 6,36                     |
| Bulletins nuls                          | Bulletins nuls            | 1 907                     | 0,52                      | 7 495                    | 2,31                     |
| Suffrages exprimés                      | Suffrages exprimés        | 360 530                   | 98,12                     | 295 905                  | 91,33                    |
|                                         |                           |                           |                           |                          |                          |
| Étiquette politique                     | Étiquette politique       | Voix                      | % des exprimés            | Voix                     | % des exprimés           |
|                                         |                           |                           |                           |                          |                          |
|                                         | La République en marche   | 104 323                   | 28,94                     | 139 766                  | 47,23                    |
|                                         | Front national            | 86 239                    | 23,92                     | 102 060                  | 34,49                    |
|                                         | Les Républicains          | 72 694                    | 20,16                     | 34 018                   | 11,50                    |
|                                         | La France insoumise       | 32 521                    | 9,02                      |                          |                          |
|                                         | Divers droite             | 14 159                    | 3,93                      |                          |                          |
|                                         | Mouvement démocrate       | 12 513                    | 3,47                      | 20 061                   | 6,78                     |
|                                         | Écologiste                | 10 975                    | 3,04                      |                          |                          |
|                                         | Divers                    | 6 479                     | 1,80                      |                          |                          |
|                                         | Parti communiste français | 6 188                     | 1,72                      |                          |                          |
|                                         | Debout la France          | 5 190                     | 1,44                      |                          |                          |
|                                         | Extrême droite            | 2 539                     | 0,70                      |                          |                          |
|                                         | Parti socialiste          | 2 085                     | 0,58                      |                          |                          |
|                                         | Divers gauche             | 1 601                     | 0,44                      |                          |                          |
|                                         | Extrême gauche            | 1 545                     | 0,43                      |                          |                          |
|                                         | Régionaliste              | 980                       | 0,27                      |                          |                          |
|                                         | Parti radical de gauche   | 499                       | 0,14                      |                          |                          |
| Source : Ministère de l'Intérieur - Var |                           |                           |                           |                          |                          |

### Résultats par circonscription

#### Première circonscription
Député sortant : Geneviève Levy (Les Républicains).
|                                                                     |                                                                                           |                           |                           |                          |                          |
|                                                                     |                                                                                           | Premier tour 11 juin 2017 | Premier tour 11 juin 2017 | Second tour 18 juin 2017 | Second tour 18 juin 2017 |
|                                                                     |                                                                                           |                           |                           |                          |                          |
|                                                                     |                                                                                           | Nombre                    | % des inscrits            | Nombre                   | % des inscrits           |
| Inscrits                                                            | Inscrits                                                                                  | 74 842                    | 100,00                    | 74 842                   | 100,00                   |
| Abstentions                                                         | Abstentions                                                                               | 40 956                    | 54,72                     | 45 867                   | 61,29                    |
| Votants                                                             | Votants                                                                                   | 33 886                    | 45,28                     | 28 975                   | 38,71                    |
|                                                                     |                                                                                           |                           | % des votants             |                          | % des votants            |
| Bulletins blancs                                                    | Bulletins blancs                                                                          | 438                       | 1,29                      | 2 063                    | 7,12                     |
| Bulletins nuls                                                      | Bulletins nuls                                                                            | 144                       | 0,42                      | 730                      | 2,52                     |
| Suffrages exprimés                                                  | Suffrages exprimés                                                                        | 33 304                    | 98,28                     | 26 182                   | 90,36                    |
|                                                                     |                                                                                           |                           |                           |                          |                          |
| Candidat Étiquette politique (partis et alliances)                  | Candidat Étiquette politique (partis et alliances)                                        | Voix                      | % des exprimés            | Voix                     | % des exprimés           |
|                                                                     |                                                                                           |                           |                           |                          |                          |
|                                                                     | Élisabeth Chantrieux La République en marche                                              | 10 592                    | 31,80                     | 11 734                   | 44,82                    |
|                                                                     | Geneviève Levy (députée sortante) Les Républicains (Union des démocrates et indépendants) | 8 496                     | 25,51                     | 14 448                   | 55,18                    |
|                                                                     | Amaury Navarranne Front national                                                          | 7 310                     | 21,95                     |                          |                          |
|                                                                     | Luc Léandri La France insoumise                                                           | 2 742                     | 8,23                      |                          |                          |
|                                                                     | Delphine de Luca Europe Écologie Les Verts                                                | 1 034                     | 3,10                      |                          |                          |
|                                                                     | Philippe Sans Divers droite                                                               | 869                       | 2,61                      |                          |                          |
|                                                                     | Alain Glémet Parti communiste français                                                    | 729                       | 2,19                      |                          |                          |
|                                                                     | Joël-Pierre Chevreux Divers droite (Confédération pour l'homme, l'animal et la planète)   | 415                       | 1,25                      |                          |                          |
|                                                                     | Michel de Maynard de Saint-Michel Debout la France                                        | 323                       | 0,97                      |                          |                          |
|                                                                     | Olivier Lesage Écologiste (Alliance écologiste indépendante)                              | 288                       | 0,86                      |                          |                          |
|                                                                     | Marion Buchheit-Kapell Divers (#MaVoix)                                                   | 244                       | 0,73                      |                          |                          |
|                                                                     | Renée Defrance Lutte ouvrière                                                             | 185                       | 0,56                      |                          |                          |
|                                                                     | Yassin-Faïsal Belguechi Divers                                                            | 45                        | 0,14                      |                          |                          |
|                                                                     | Jean-Claude Picot Divers droite (La France qui ose)                                       | 32                        | 0,10                      |                          |                          |
|                                                                     | Viviane Driquez Parti socialiste                                                          | 0                         | 0,00                      |                          |                          |
| Source : Ministère de l'Intérieur - Première circonscription du Var |                                                                                           |                           |                           |                          |                          |

#### Deuxième circonscription
Député sortant : Philippe Vitel (Les Républicains).
|                                                                     |                                                                                         |                           |                           |                          |                          |
|                                                                     |                                                                                         | Premier tour 11 juin 2017 | Premier tour 11 juin 2017 | Second tour 18 juin 2017 | Second tour 18 juin 2017 |
|                                                                     |                                                                                         |                           |                           |                          |                          |
|                                                                     |                                                                                         | Nombre                    | % des inscrits            | Nombre                   | % des inscrits           |
| Inscrits                                                            | Inscrits                                                                                | 90 542                    | 100,00                    | 90 541                   | 100,00                   |
| Abstentions                                                         | Abstentions                                                                             | 49 832                    | 55,04                     | 55 427                   | 61,22                    |
| Votants                                                             | Votants                                                                                 | 40 710                    | 44,96                     | 35 114                   | 38,78                    |
|                                                                     |                                                                                         |                           | % des votants             |                          | % des votants            |
| Bulletins blancs                                                    | Bulletins blancs                                                                        | 587                       | 1,44                      | 2 396                    | 6,82                     |
| Bulletins nuls                                                      | Bulletins nuls                                                                          | 207                       | 0,51                      | 706                      | 2,01                     |
| Suffrages exprimés                                                  | Suffrages exprimés                                                                      | 39 916                    | 98,05                     | 32 012                   | 91,17                    |
|                                                                     |                                                                                         |                           |                           |                          |                          |
| Candidat Étiquette politique (partis et alliances)                  | Candidat Étiquette politique (partis et alliances)                                      | Voix                      | % des exprimés            | Voix                     | % des exprimés           |
|                                                                     |                                                                                         |                           |                           |                          |                          |
|                                                                     | Cécile Muschotti La République en marche                                                | 13 455                    | 33,71                     | 18 334                   | 57,27                    |
|                                                                     | Rachel Roussel Front national                                                           | 9 350                     | 23,42                     | 13 678                   | 42,73                    |
|                                                                     | Philippe Vitel (député sortant) Les Républicains (Union des démocrates et indépendants) | 7 678                     | 19,24                     |                          |                          |
|                                                                     | Michel Lagréca La France insoumise                                                      | 4 247                     | 10,64                     |                          |                          |
|                                                                     | Guy Rebec Europe Écologie Les Verts                                                     | 1 146                     | 2,87                      |                          |                          |
|                                                                     | Marie-Reine Zimmermann Debout la France                                                 | 905                       | 2,27                      |                          |                          |
|                                                                     | Alain Bolla Parti communiste français                                                   | 867                       | 2,17                      |                          |                          |
|                                                                     | Laurence Luccioni Divers droite (Confédération pour l'homme, l'animal et la planète)    | 783                       | 1,96                      |                          |                          |
|                                                                     | Jean-Claude Goni Divers                                                                 | 377                       | 0,94                      |                          |                          |
|                                                                     | Anaïs Enguerand Divers (Parti du vote blanc)                                            | 269                       | 0,67                      |                          |                          |
|                                                                     | Aleth Mareschal de Charentenay Divers droite (Parti chrétien-démocrate)                 | 267                       | 0,67                      |                          |                          |
|                                                                     | Jean-Michel Ghiotto Lutte ouvrière                                                      | 202                       | 0,51                      |                          |                          |
|                                                                     | Maurice Aeply Divers (Union populaire républicaine)                                     | 193                       | 0,48                      |                          |                          |
|                                                                     | Roseline Lafitte-Videau Divers gauche (Nouvelle Donne)                                  | 177                       | 0,44                      |                          |                          |
| Source : Ministère de l'Intérieur - Deuxième circonscription du Var |                                                                                         |                           |                           |                          |                          |

#### Troisième circonscription
Député sortant : Jean-Pierre Giran (Les Républicains).
|                                                                      |                                                                                |                           |                           |                          |                          |
|                                                                      |                                                                                | Premier tour 11 juin 2017 | Premier tour 11 juin 2017 | Second tour 18 juin 2017 | Second tour 18 juin 2017 |
|                                                                      |                                                                                |                           |                           |                          |                          |
|                                                                      |                                                                                | Nombre                    | % des inscrits            | Nombre                   | % des inscrits           |
| Inscrits                                                             | Inscrits                                                                       | 100 807                   | 100,00                    | 100 775                  | 100,00                   |
| Abstentions                                                          | Abstentions                                                                    | 51 085                    | 50,68                     | 58 092                   | 57,65                    |
| Votants                                                              | Votants                                                                        | 49 722                    | 49,32                     | 42 683                   | 42,35                    |
|                                                                      |                                                                                |                           | % des votants             |                          | % des votants            |
| Bulletins blancs                                                     | Bulletins blancs                                                               | 736                       | 1,48                      | 3 273                    | 7,67                     |
| Bulletins nuls                                                       | Bulletins nuls                                                                 | 265                       | 0,53                      | 1 319                    | 3,09                     |
| Suffrages exprimés                                                   | Suffrages exprimés                                                             | 48 721                    | 97,99                     | 38 091                   | 89,24                    |
|                                                                      |                                                                                |                           |                           |                          |                          |
| Candidat Étiquette politique (partis et alliances)                   | Candidat Étiquette politique (partis et alliances)                             | Voix                      | % des exprimés            | Voix                     | % des exprimés           |
|                                                                      |                                                                                |                           |                           |                          |                          |
|                                                                      | Alexandre Zapolsky La République en marche                                     | 16 523                    | 33,91                     | 18 521                   | 48,62                    |
|                                                                      | Jean-Louis Masson Les Républicains (Union des démocrates et indépendants)      | 11 302                    | 23,20                     | 19 570                   | 51,38                    |
|                                                                      | Aline Renck-Guigue Front national                                              | 10 486                    | 21,52                     |                          |                          |
|                                                                      | Danielle Lapierre La France insoumise                                          | 4 267                     | 8,76                      |                          |                          |
|                                                                      | Chantal Mouttet Europe Écologie Les Verts                                      | 1 648                     | 3,38                      |                          |                          |
|                                                                      | Marie Martin Debout la France                                                  | 987                       | 2,03                      |                          |                          |
|                                                                      | Anaïs Escudier Parti communiste français                                       | 814                       | 1,67                      |                          |                          |
|                                                                      | Daniel Mehl Divers droite (Confédération pour l'homme, l'animal et la planète) | 733                       | 1,50                      |                          |                          |
|                                                                      | Marine Agin Divers (Parti animaliste)                                          | 415                       | 0,85                      |                          |                          |
|                                                                      | Jean-Louis Banes Divers droite (Parti chrétien-démocrate)                      | 412                       | 0,85                      |                          |                          |
|                                                                      | Stéphane Simon Divers (Union populaire républicaine)                           | 349                       | 0,72                      |                          |                          |
|                                                                      | Franck Chauvet Divers (Convergence citoyenne)                                  | 311                       | 0,64                      |                          |                          |
|                                                                      | Françoise Guilmoto Écologiste (Mouvement 100 %)                                | 287                       | 0,59                      |                          |                          |
|                                                                      | Pierre Deidon Lutte ouvrière                                                   | 187                       | 0,38                      |                          |                          |
| Source : Ministère de l'Intérieur - Troisième circonscription du Var |                                                                                |                           |                           |                          |                          |

#### Quatrième circonscription
Député sortant : Jean-Michel Couve (Les Républicains).
|                                                                      |                                                                                          |                           |                           |                          |                          |
|                                                                      |                                                                                          | Premier tour 11 juin 2017 | Premier tour 11 juin 2017 | Second tour 18 juin 2017 | Second tour 18 juin 2017 |
|                                                                      |                                                                                          |                           |                           |                          |                          |
|                                                                      |                                                                                          | Nombre                    | % des inscrits            | Nombre                   | % des inscrits           |
| Inscrits                                                             | Inscrits                                                                                 | 106 142                   | 100,00                    | 106 143                  | 100,00                   |
| Abstentions                                                          | Abstentions                                                                              | 59 824                    | 56,36                     | 63 455                   | 59,78                    |
| Votants                                                              | Votants                                                                                  | 46 318                    | 43,64                     | 42 688                   | 40,22                    |
|                                                                      |                                                                                          |                           | % des votants             |                          | % des votants            |
| Bulletins blancs                                                     | Bulletins blancs                                                                         | 651                       | 1,41                      | 2 474                    | 5,80                     |
| Bulletins nuls                                                       | Bulletins nuls                                                                           | 250                       | 0,54                      | 946                      | 2,22                     |
| Suffrages exprimés                                                   | Suffrages exprimés                                                                       | 45 417                    | 98,05                     | 39 268                   | 91,99                    |
|                                                                      |                                                                                          |                           |                           |                          |                          |
| Candidat Étiquette politique (partis et alliances)                   | Candidat Étiquette politique (partis et alliances)                                       | Voix                      | % des exprimés            | Voix                     | % des exprimés           |
|                                                                      |                                                                                          |                           |                           |                          |                          |
|                                                                      | Sereine Mauborgne La République en marche                                                | 14 671                    | 32,30                     | 21 460                   | 54,65                    |
|                                                                      | Philippe Lottiaux Front national                                                         | 11 245                    | 24,76                     | 17 808                   | 45,35                    |
|                                                                      | Françoise Dumont Les Républicains (Union des démocrates et indépendants)                 | 8 115                     | 17,87                     |                          |                          |
|                                                                      | Éric Habouzit La France insoumise                                                        | 3 337                     | 7,35                      |                          |                          |
|                                                                      | Annick Napoléon Divers droite (Les Républicains diss.)                                   | 2 809                     | 6,18                      |                          |                          |
|                                                                      | Jean-Laurent Felizia Europe Écologie Les Verts                                           | 1 484                     | 3,27                      |                          |                          |
|                                                                      | Thierry Rudnik Debout la France                                                          | 651                       | 1,43                      |                          |                          |
|                                                                      | Catherine Moilier Divers (Parti animaliste)                                              | 627                       | 1,38                      |                          |                          |
|                                                                      | Jean-Marie Bernardi Parti communiste français                                            | 620                       | 1,37                      |                          |                          |
|                                                                      | Brigitte Tonini-Bossi Divers droite (Confédération pour l'homme, l'animal et la planète) | 529                       | 1,16                      |                          |                          |
|                                                                      | Didier Monnin Extrême droite (Parti de la France)                                        | 422                       | 0,93                      |                          |                          |
|                                                                      | Gérald Bitschy Divers (Parti du vote blanc)                                              | 323                       | 0,71                      |                          |                          |
|                                                                      | Johana Maniscalco Divers (Union populaire républicaine)                                  | 286                       | 0,63                      |                          |                          |
|                                                                      | Geneviève Cabrera Lutte ouvrière                                                         | 212                       | 0,47                      |                          |                          |
|                                                                      | Gaëlle de Montgolfier Divers (Mouvement 100 %)                                           | 86                        | 0,19                      |                          |                          |
|                                                                      | Martine Camous Divers droite                                                             | 0                         | 0,00                      |                          |                          |
| Source : Ministère de l'Intérieur - Quatrième circonscription du Var |                                                                                          |                           |                           |                          |                          |

#### Cinquième circonscription
Député sortant : Georges Ginesta (Les Républicains).
|                                                                      |                                                                                           |                           |                           |                          |                          |
|                                                                      |                                                                                           | Premier tour 11 juin 2017 | Premier tour 11 juin 2017 | Second tour 18 juin 2017 | Second tour 18 juin 2017 |
|                                                                      |                                                                                           |                           |                           |                          |                          |
|                                                                      |                                                                                           | Nombre                    | % des inscrits            | Nombre                   | % des inscrits           |
| Inscrits                                                             | Inscrits                                                                                  | 96 236                    | 100,00                    | 96 236                   | 100,00                   |
| Abstentions                                                          | Abstentions                                                                               | 51 637                    | 53,66                     | 55 675                   | 57,85                    |
| Votants                                                              | Votants                                                                                   | 44 599                    | 46,34                     | 40 561                   | 42,15                    |
|                                                                      |                                                                                           |                           | % des votants             |                          | % des votants            |
| Bulletins blancs                                                     | Bulletins blancs                                                                          | 533                       | 1,20                      | 2 045                    | 5,04                     |
| Bulletins nuls                                                       | Bulletins nuls                                                                            | 277                       | 0,62                      | 833                      | 2,05                     |
| Suffrages exprimés                                                   | Suffrages exprimés                                                                        | 43 789                    | 98,18                     | 37 683                   | 92,90                    |
|                                                                      |                                                                                           |                           |                           |                          |                          |
| Candidat Étiquette politique (partis et alliances)                   | Candidat Étiquette politique (partis et alliances)                                        | Voix                      | % des exprimés            | Voix                     | % des exprimés           |
|                                                                      |                                                                                           |                           |                           |                          |                          |
|                                                                      | Philippe Michel-Kleisbauer Mouvement démocrate                                            | 12 513                    | 28,58                     | 20 061                   | 53,24                    |
|                                                                      | Gilles Longo Front national                                                               | 11 188                    | 25,55                     | 17 622                   | 46,76                    |
|                                                                      | Guillaume Decard Les Républicains (Union des démocrates et indépendants)                  | 8 509                     | 19,43                     |                          |                          |
|                                                                      | Catherine Aubry La France insoumise                                                       | 2 736                     | 6,25                      |                          |                          |
|                                                                      | Jonathan Dery Divers droite                                                               | 1 758                     | 4,01                      |                          |                          |
|                                                                      | Luc Laîné Divers                                                                          | 1 405                     | 3,21                      |                          |                          |
|                                                                      | Jean-Pierre Meynet Divers gauche                                                          | 1 227                     | 2,80                      |                          |                          |
|                                                                      | Jacky Giral Europe Écologie Les Verts                                                     | 880                       | 2,01                      |                          |                          |
|                                                                      | Insaf Rezagui Parti socialiste                                                            | 816                       | 1,86                      |                          |                          |
|                                                                      | Géraldine Maiye-Prapas Divers droite (Confédération pour l'homme, l'animal et la planète) | 809                       | 1,85                      |                          |                          |
|                                                                      | Thierry Sarrauton Debout la France                                                        | 689                       | 1,57                      |                          |                          |
|                                                                      | Gilles Dedier Extrême droite (Parti de la France)                                         | 508                       | 1,16                      |                          |                          |
|                                                                      | Barbara Cros Parti communiste français                                                    | 345                       | 0,79                      |                          |                          |
|                                                                      | Isabelle Michon Divers (Union populaire républicaine)                                     | 233                       | 0,53                      |                          |                          |
|                                                                      | Pascale Morel Lutte ouvrière                                                              | 107                       | 0,24                      |                          |                          |
|                                                                      | Natacha Jacquemard Divers gauche (Mouvement des progressistes)                            | 66                        | 0,15                      |                          |                          |
| Source : Ministère de l'Intérieur - Cinquième circonscription du Var |                                                                                           |                           |                           |                          |                          |

#### Sixième circonscription
Député sortant : Josette Pons (Les Républicains).
|                                                                    |                                                                                  |                           |                           |                          |                          |
|                                                                    |                                                                                  | Premier tour 11 juin 2017 | Premier tour 11 juin 2017 | Second tour 18 juin 2017 | Second tour 18 juin 2017 |
|                                                                    |                                                                                  |                           |                           |                          |                          |
|                                                                    |                                                                                  | Nombre                    | % des inscrits            | Nombre                   | % des inscrits           |
| Inscrits                                                           | Inscrits                                                                         | 118 406                   | 100,00                    | 118 392                  | 100,00                   |
| Abstentions                                                        | Abstentions                                                                      | 64 300                    | 54,30                     | 70 593                   | 59,63                    |
| Votants                                                            | Votants                                                                          | 54 106                    | 45,70                     | 47 799                   | 40,37                    |
|                                                                    |                                                                                  |                           | % des votants             |                          | % des votants            |
| Bulletins blancs                                                   | Bulletins blancs                                                                 | 771                       | 1,42                      | 2 778                    | 5,81                     |
| Bulletins nuls                                                     | Bulletins nuls                                                                   | 324                       | 0,60                      | 1 109                    | 2,32                     |
| Suffrages exprimés                                                 | Suffrages exprimés                                                               | 53 011                    | 97,98                     | 43 912                   | 91,87                    |
|                                                                    |                                                                                  |                           |                           |                          |                          |
| Candidat Étiquette politique (partis et alliances)                 | Candidat Étiquette politique (partis et alliances)                               | Voix                      | % des exprimés            | Voix                     | % des exprimés           |
|                                                                    |                                                                                  |                           |                           |                          |                          |
|                                                                    | Valérie Gomez-Bassac La République en marche                                     | 18 133                    | 34,21                     | 24 541                   | 55,89                    |
|                                                                    | Jérôme Rivière Front national (Debout la France)                                 | 13 661                    | 25,77                     | 19 371                   | 44,11                    |
|                                                                    | Marc Lauriol Les Républicains (Union des démocrates et indépendants)             | 8 057                     | 15,20                     |                          |                          |
|                                                                    | Jill Caziconstantinos La France insoumise                                        | 5 538                     | 10,45                     |                          |                          |
|                                                                    | Cécile Laublet Parti socialiste (Europe Écologie Les Verts)                      | 1 269                     | 2,39                      |                          |                          |
|                                                                    | Maryse Rétali Divers droite (Confédération pour l'homme, l'animal et la planète) | 1 094                     | 2,06                      |                          |                          |
|                                                                    | Laurent Carratala Parti communiste français                                      | 1 083                     | 2,04                      |                          |                          |
|                                                                    | Didier Cade Régionaliste                                                         | 980                       | 1,85                      |                          |                          |
|                                                                    | Laurent Lopez Extrême droite                                                     | 838                       | 1,58                      |                          |                          |
|                                                                    | Gilles Fournel Extrême droite (Union des patriotes)                              | 602                       | 1,14                      |                          |                          |
|                                                                    | Hélène Lion Écologiste (Alliance écologiste indépendante)                        | 545                       | 1,03                      |                          |                          |
|                                                                    | Marc d'Amato Parti radical de gauche                                             | 499                       | 0,94                      |                          |                          |
|                                                                    | Cédric Carasco Divers (Union populaire républicaine)                             | 388                       | 0,73                      |                          |                          |
|                                                                    | Hélène Delage Lutte ouvrière                                                     | 223                       | 0,42                      |                          |                          |
|                                                                    | Frédéric Weber Divers droite (La France qui ose)                                 | 101                       | 0,19                      |                          |                          |
| Source : Ministère de l'Intérieur - Sixième circonscription du Var |                                                                                  |                           |                           |                          |                          |

#### Septième circonscription
Député sortant : Jean-Sébastien Vialatte (Les Républicains).
|                                                                     |                                                                                                  |                           |                           |                          |                          |
|                                                                     |                                                                                                  | Premier tour 11 juin 2017 | Premier tour 11 juin 2017 | Second tour 18 juin 2017 | Second tour 18 juin 2017 |
|                                                                     |                                                                                                  |                           |                           |                          |                          |
|                                                                     |                                                                                                  | Nombre                    | % des inscrits            | Nombre                   | % des inscrits           |
| Inscrits                                                            | Inscrits                                                                                         | 103 509                   | 100,00                    | 103 503                  | 100,00                   |
| Abstentions                                                         | Abstentions                                                                                      | 57 205                    | 55,27                     | 63 240                   | 61,10                    |
| Votants                                                             | Votants                                                                                          | 46 304                    | 44,73                     | 40 263                   | 38,90                    |
|                                                                     |                                                                                                  |                           | % des votants             |                          | % des votants            |
| Bulletins blancs                                                    | Bulletins blancs                                                                                 | 674                       | 1,46                      | 2 701                    | 6,71                     |
| Bulletins nuls                                                      | Bulletins nuls                                                                                   | 214                       | 0,46                      | 757                      | 1,88                     |
| Suffrages exprimés                                                  | Suffrages exprimés                                                                               | 45 416                    | 98,08                     | 36 805                   | 91,41                    |
|                                                                     |                                                                                                  |                           |                           |                          |                          |
| Candidat Étiquette politique (partis et alliances)                  | Candidat Étiquette politique (partis et alliances)                                               | Voix                      | % des exprimés            | Voix                     | % des exprimés           |
|                                                                     |                                                                                                  |                           |                           |                          |                          |
|                                                                     | Émilie Guerel La République en marche                                                            | 14 330                    | 31,55                     | 20 967                   | 56,97                    |
|                                                                     | Frédéric Boccaletti Front national                                                               | 10 838                    | 23,86                     | 15 838                   | 43,03                    |
|                                                                     | Jean-Sébastien Vialatte (député sortant) Les Républicains (Union des démocrates et indépendants) | 8 658                     | 19,06                     |                          |                          |
|                                                                     | Laurent Richard La France insoumise                                                              | 4 665                     | 10,27                     |                          |                          |
|                                                                     | Jean-Pierre Colin Divers droite                                                                  | 1 669                     | 3,67                      |                          |                          |
|                                                                     | Denise Reverdito-Ortigue Europe Écologie Les Verts                                               | 1 358                     | 2,99                      |                          |                          |
|                                                                     | Janine Lecler Parti communiste français                                                          | 910                       | 2,00                      |                          |                          |
|                                                                     | Reine Peugeot Debout la France                                                                   | 845                       | 1,86                      |                          |                          |
|                                                                     | Lucienne Daudé Divers droite (Confédération pour l'homme, l'animal et la planète)                | 721                       | 1,59                      |                          |                          |
|                                                                     | Thomas Rostaing Divers (Parti du vote blanc)                                                     | 288                       | 0,63                      |                          |                          |
|                                                                     | Nadine Rouzic Écologiste (Alliance écologiste indépendante)                                      | 247                       | 0,54                      |                          |                          |
|                                                                     | Jeanne-Marie Carrère Divers (Union populaire républicaine)                                       | 215                       | 0,47                      |                          |                          |
|                                                                     | Marie-Renée Balty Lutte ouvrière                                                                 | 206                       | 0,45                      |                          |                          |
|                                                                     | Elie Hatem Extrême droite (Civitas)                                                              | 169                       | 0,37                      |                          |                          |
|                                                                     | Michèle Thouverez-Brochot Divers gauche (Nouvelle Donne)                                         | 131                       | 0,29                      |                          |                          |
|                                                                     | Khalid El Garti Divers droite (Nous Citoyens)                                                    | 86                        | 0,19                      |                          |                          |
|                                                                     | Jean-René Tozza Écologiste                                                                       | 56                        | 0,12                      |                          |                          |
|                                                                     | Gilles Zobiri Divers                                                                             | 24                        | 0,05                      |                          |                          |
| Source : Ministère de l'Intérieur - Septième circonscription du Var |                                                                                                  |                           |                           |                          |                          |

#### Huitième circonscription
Député sortant : Olivier Audibert-Troin (Les Républicains).
|                                                                     |                                                                                                 |                           |                           |                          |                          |
|                                                                     |                                                                                                 | Premier tour 11 juin 2017 | Premier tour 11 juin 2017 | Second tour 18 juin 2017 | Second tour 18 juin 2017 |
|                                                                     |                                                                                                 |                           |                           |                          |                          |
|                                                                     |                                                                                                 | Nombre                    | % des inscrits            | Nombre                   | % des inscrits           |
| Inscrits                                                            | Inscrits                                                                                        | 104 367                   | 100,00                    | 104 360                  | 100,00                   |
| Abstentions                                                         | Abstentions                                                                                     | 52 576                    | 50,38                     | 58 442                   | 56,00                    |
| Votants                                                             | Votants                                                                                         | 51 791                    | 49,62                     | 45 918                   | 44,00                    |
|                                                                     |                                                                                                 |                           | % des votants             |                          | % des votants            |
| Bulletins blancs                                                    | Bulletins blancs                                                                                | 609                       | 1,18                      | 2 871                    | 6,25                     |
| Bulletins nuls                                                      | Bulletins nuls                                                                                  | 226                       | 0,44                      | 1 095                    | 2,38                     |
| Suffrages exprimés                                                  | Suffrages exprimés                                                                              | 50 956                    | 98,39                     | 41 952                   | 91,36                    |
|                                                                     |                                                                                                 |                           |                           |                          |                          |
| Candidat Étiquette politique (partis et alliances)                  | Candidat Étiquette politique (partis et alliances)                                              | Voix                      | % des exprimés            | Voix                     | % des exprimés           |
|                                                                     |                                                                                                 |                           |                           |                          |                          |
|                                                                     | Fabien Matras La République en marche                                                           | 16 619                    | 32,61                     | 24 209                   | 57,71                    |
|                                                                     | Pierre Jugy Front national                                                                      | 12 161                    | 23,87                     | 17 743                   | 42,29                    |
|                                                                     | Olivier Audibert-Troin (député sortant) Les Républicains (Union des démocrates et indépendants) | 11 879                    | 23,31                     |                          |                          |
|                                                                     | Patricia Massis-Callet La France insoumise                                                      | 4 989                     | 9,79                      |                          |                          |
|                                                                     | Bruno Delport Europe Écologie Les Verts                                                         | 1 374                     | 2,70                      |                          |                          |
|                                                                     | Clémence Razeau Divers droite (Confédération pour l'homme, l'animal et la planète)              | 1 072                     | 2,10                      |                          |                          |
|                                                                     | Marie-Pierre Burlando Parti communiste français                                                 | 820                       | 1,61                      |                          |                          |
|                                                                     | Bernard Lemaitre Debout la France                                                               | 790                       | 1,55                      |                          |                          |
|                                                                     | Sophie Goy Écologiste (Union des démocrates et des écologistes)                                 | 628                       | 1,23                      |                          |                          |
|                                                                     | Guy Fernandez Divers (Union populaire républicaine)                                             | 401                       | 0,79                      |                          |                          |
|                                                                     | Ludovic Martin Lutte ouvrière                                                                   | 223                       | 0,44                      |                          |                          |
| Source : Ministère de l'Intérieur - Huitième circonscription du Var |                                                                                                 |                           |                           |                          |                          |